# بارالبسيس
البارالبسيس ("الحذف البلاغي") هو أن يذكر القائل أمرا بعد أن يخبر عن أنه لن يأتي على ذكره.